# Otto Mueller

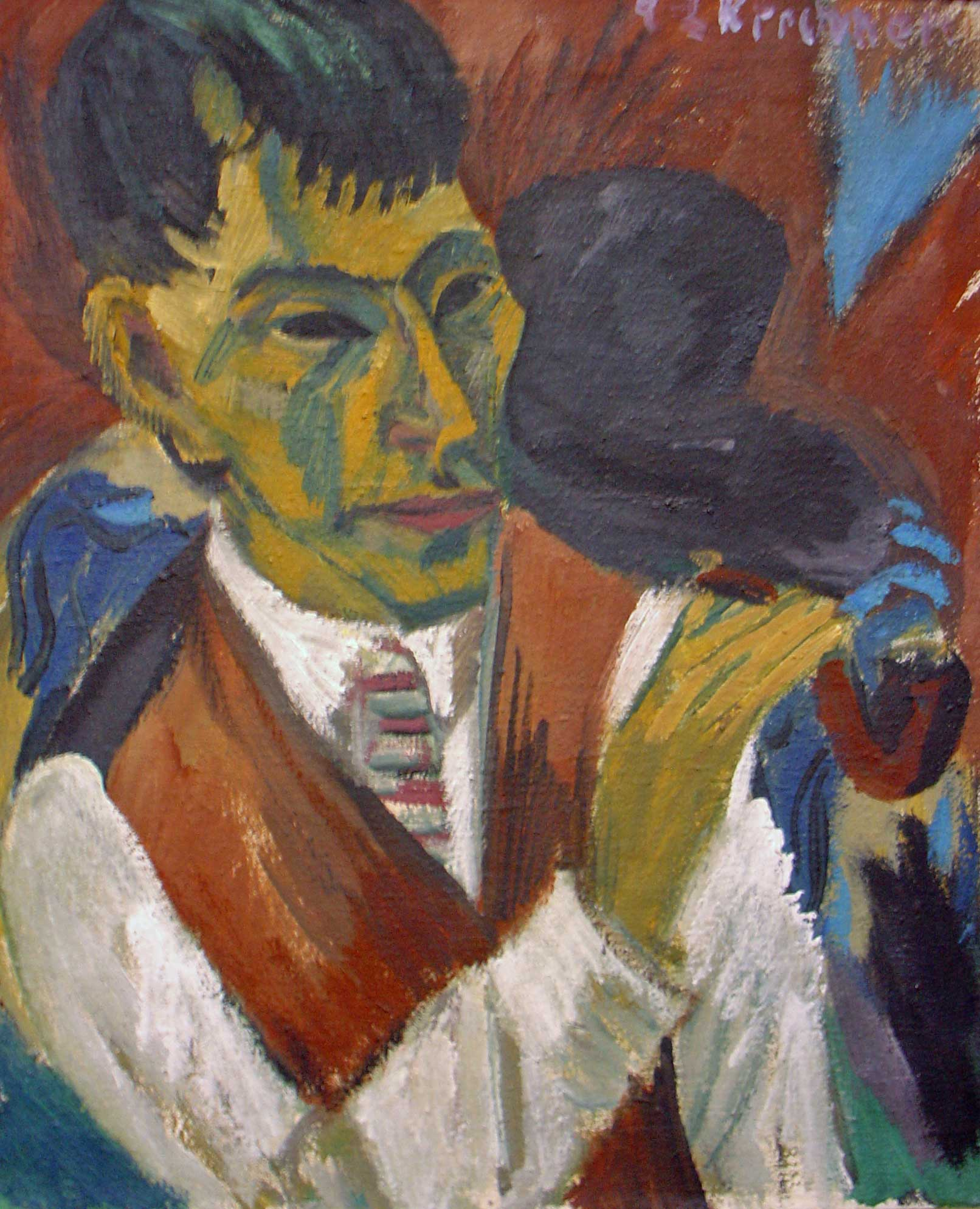
Portret van Otto Mueller (1874-1930) door Ernst Ludwig Kirchner (1880-1938)

Otto Mueller (Liebau, 16 oktober 1874 - Breslau, 24 september 1930) was  een Duits schilder en lithograaf die deel uitmaakte van de expressionistische beweging.

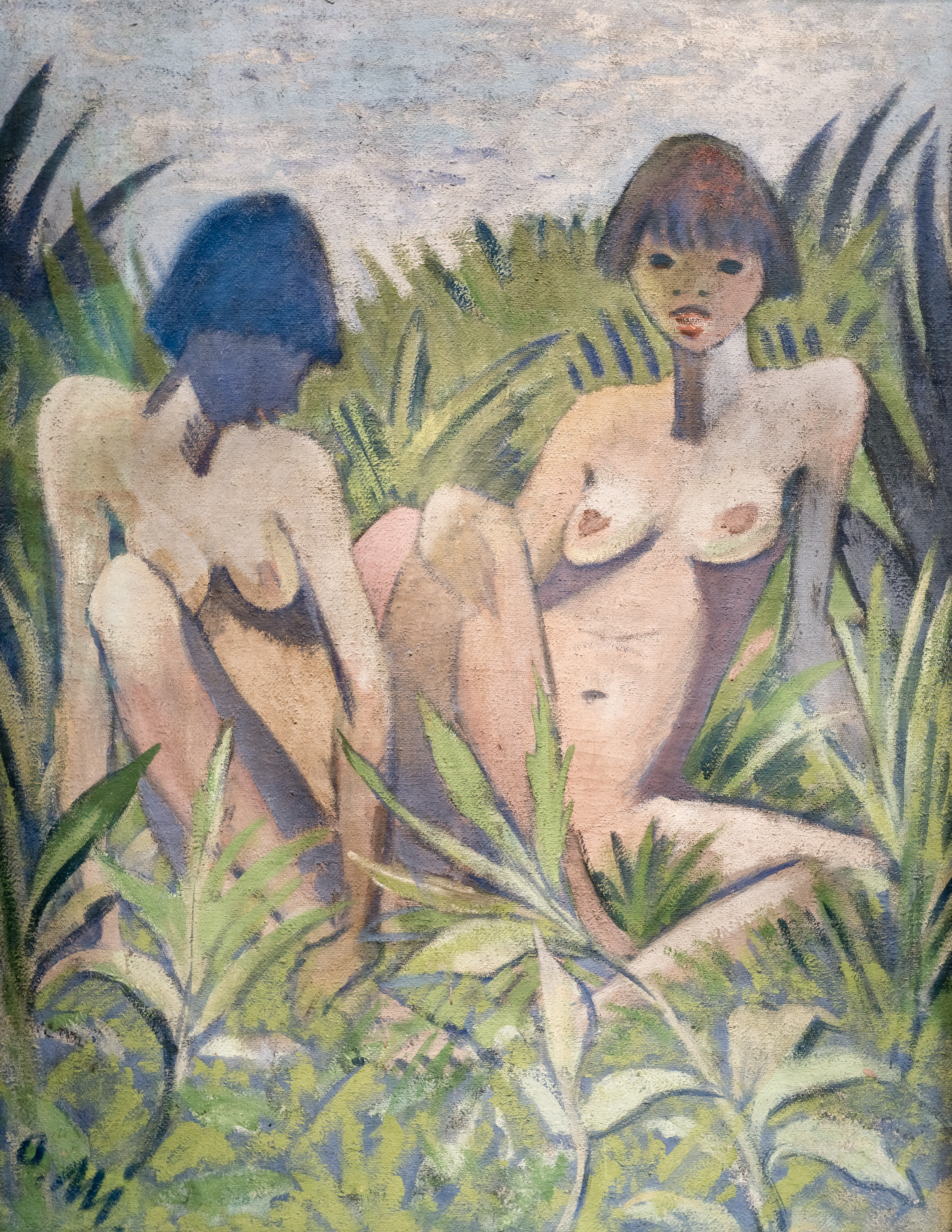
Zwei Mädchen im Schilf, ca. 1926

Otto Mueller werd geboren in Liebau in Neder-Silezië (nu Lubawka in Polen). Tussen 1890 en 1892 studeerde hij lithografie in Görlitz en Breslau (nu: Wrocław). Van 1894 tot 1896 studeerde hij aan de kunstacademie in Dresden. Die studie vervolgde hij in 1898 in München. Hij verliet de Academie nadat Franz von Stuck hem als ongetalenteerd had aangemerkt.
Zijn vroege werk is beïnvloed door het impressionisme, de jugendstil en het symbolisme. Toen hij zich in 1908 in Berlijn vestigde richtte hij zich meer op het expressionisme. In die tijd vonden er bijeenkomsten plaats met kunstenaars als Wilhelm Lehmbruck, Rainer Maria Rilke en Erich Heckel. In 1910 trad hij toe tot 'Die Brücke', een groep van expressionistische kunstenaars uit Dresden.  Hij maakte deel uit van deze groep, totdat deze in 1913 werd ontbonden wegens artistieke verschillen van inzicht. Tegelijkertijd had Mueller ook contact met kunstenaars van 'Der Blaue Reiter'.
Gedurende de Eerste Wereldoorlog vocht hij als Duits soldaat in Frankrijk en Rusland. Na de oorlog werd hij professor aan de kunstacademie in Breslau, waar hij tot zijn dood in 1930 les gaf. Johnny Friedlaender en Isidor Ascheim behoorden daar tot zijn leerlingen.  
In 1937 verwijderden de Nazi's 357 van zijn kunstwerken uit Duitse musea omdat deze  beschouwd werden als 'Entartete Kunst'. Werk van hem werd daarom ook getoond op de beruchte rondreizende tentoonstelling over Entartete Kunst, die in 1937 te München startte.
Mueller was een van de meeste lyrische Duitse expressionistische schilders. Centraal thema in zijn werk was de eenheid van mens en natuur. Hij is vooral bekend vanwege zijn naakten en schilderijen van zigeunervrouwen.
Enkele van zijn werken werden postuum tentoongesteld op de documenta 1 in Kassel in 1955.

## Galerij

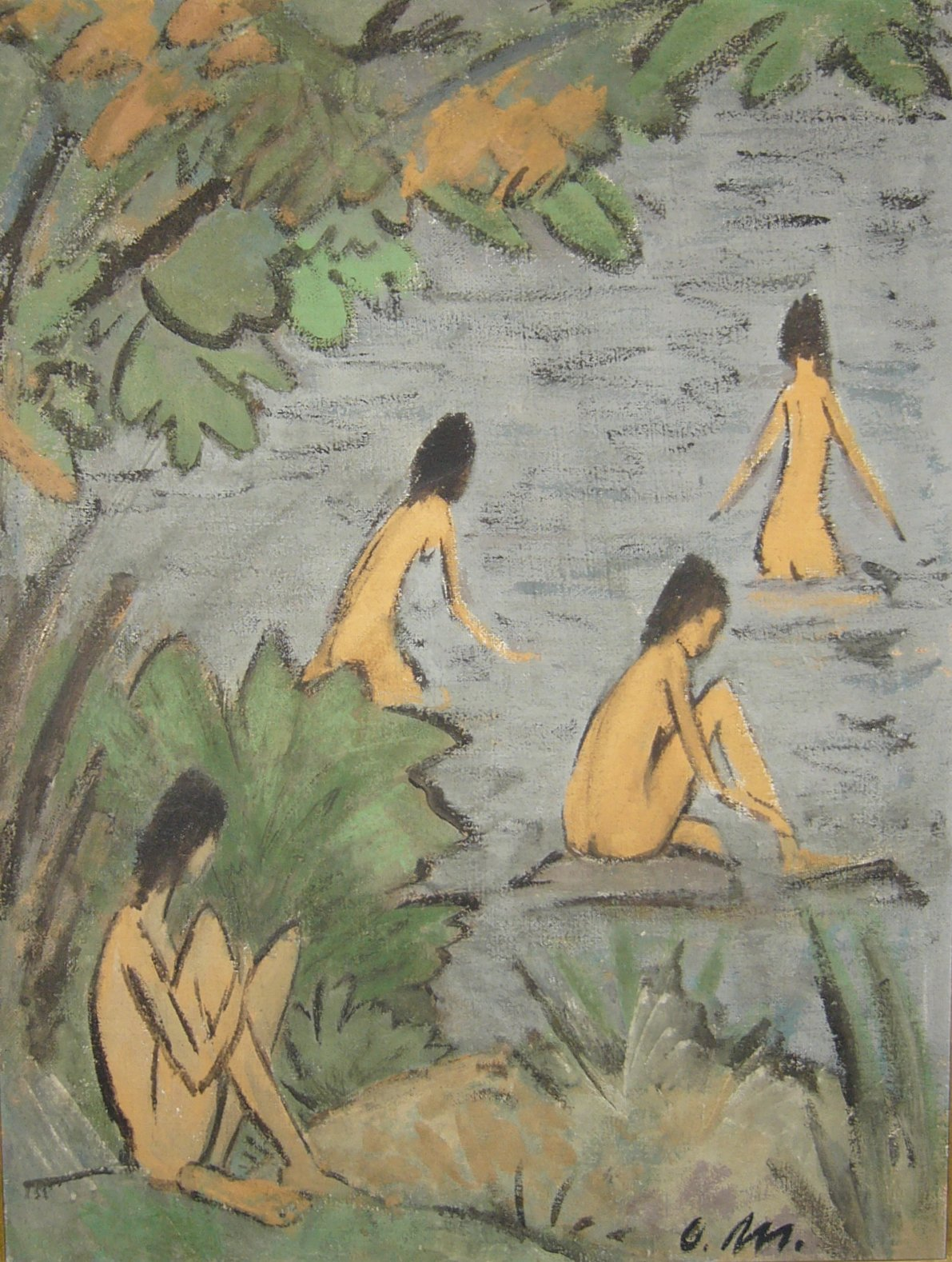
Landschaft mit Badenden
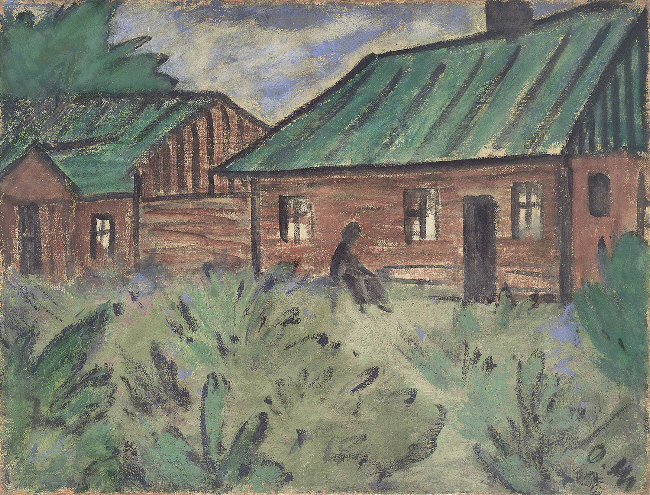
Häuser mit grünen Dächern
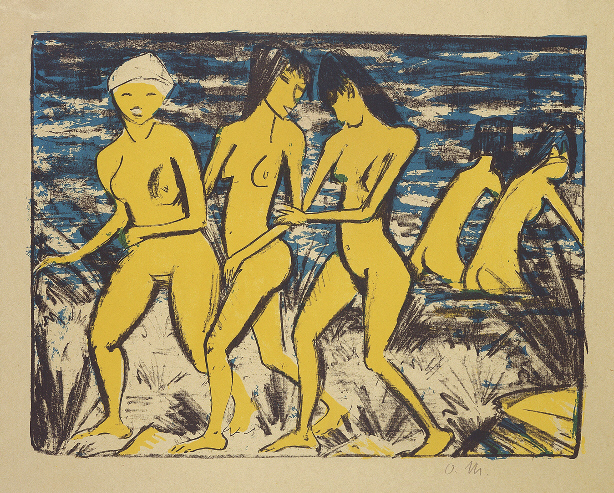
Fünf gelbe Akte am Wasser
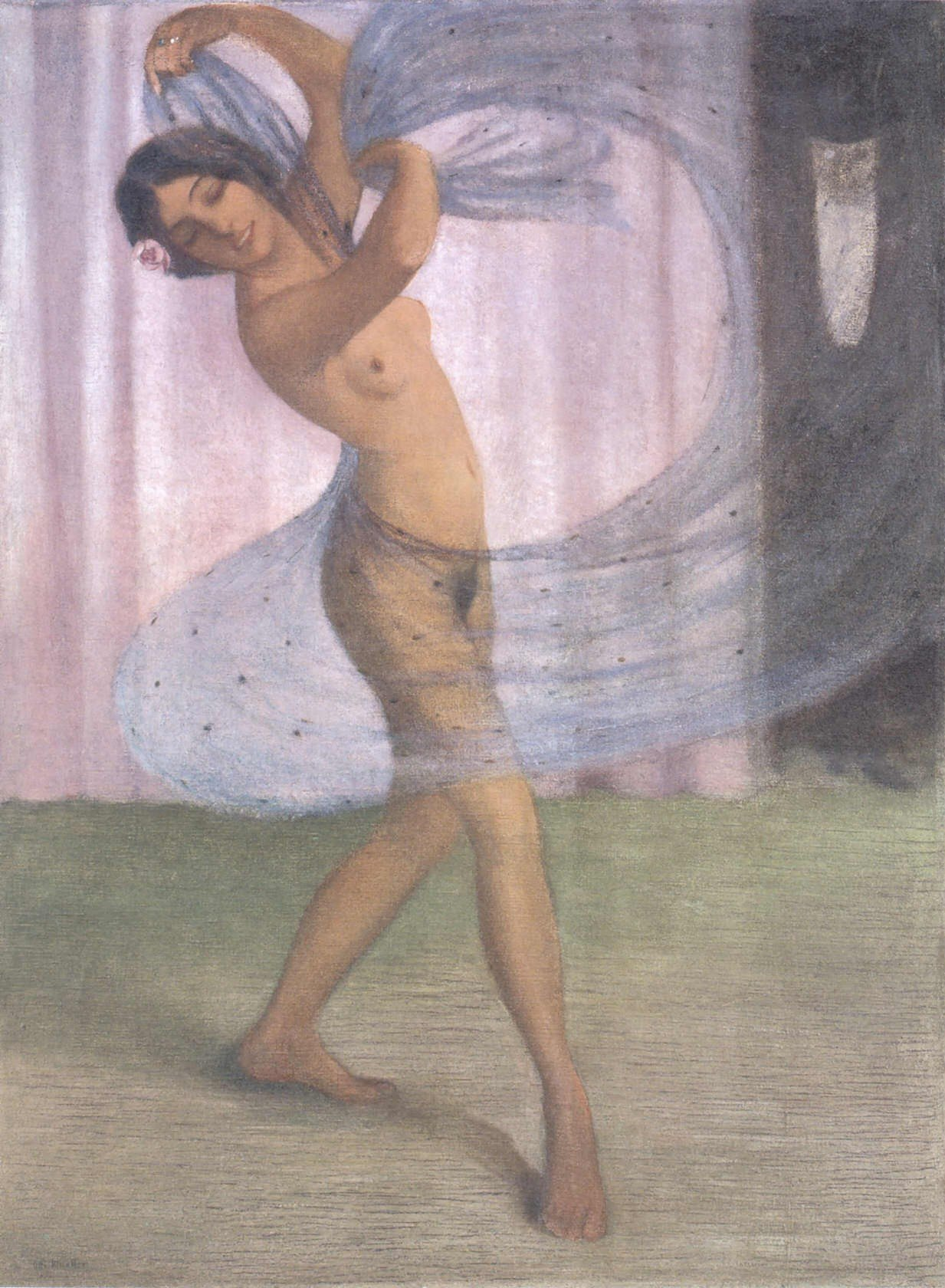
Danseres 1903
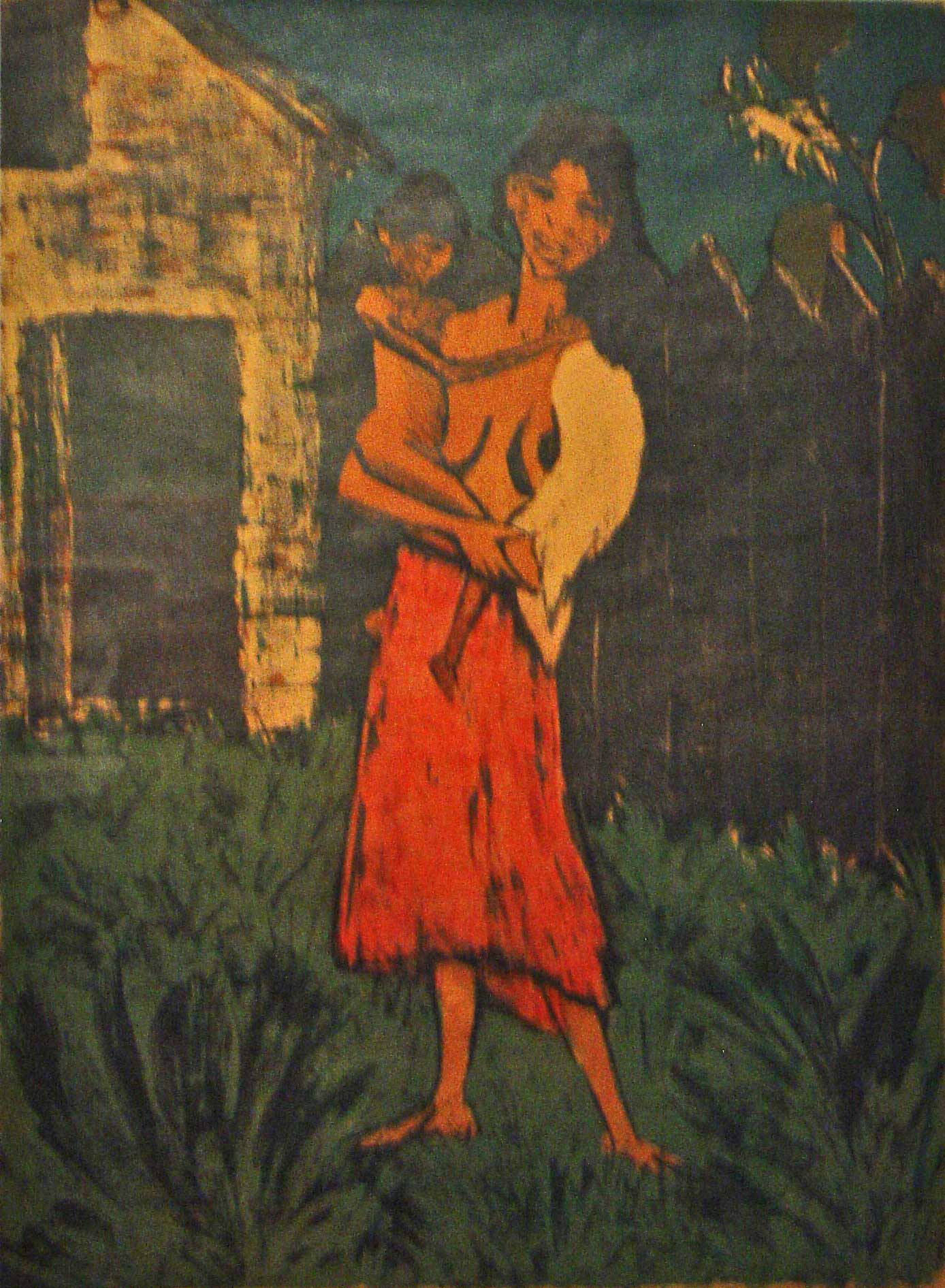
Staand zigeunerin met kind
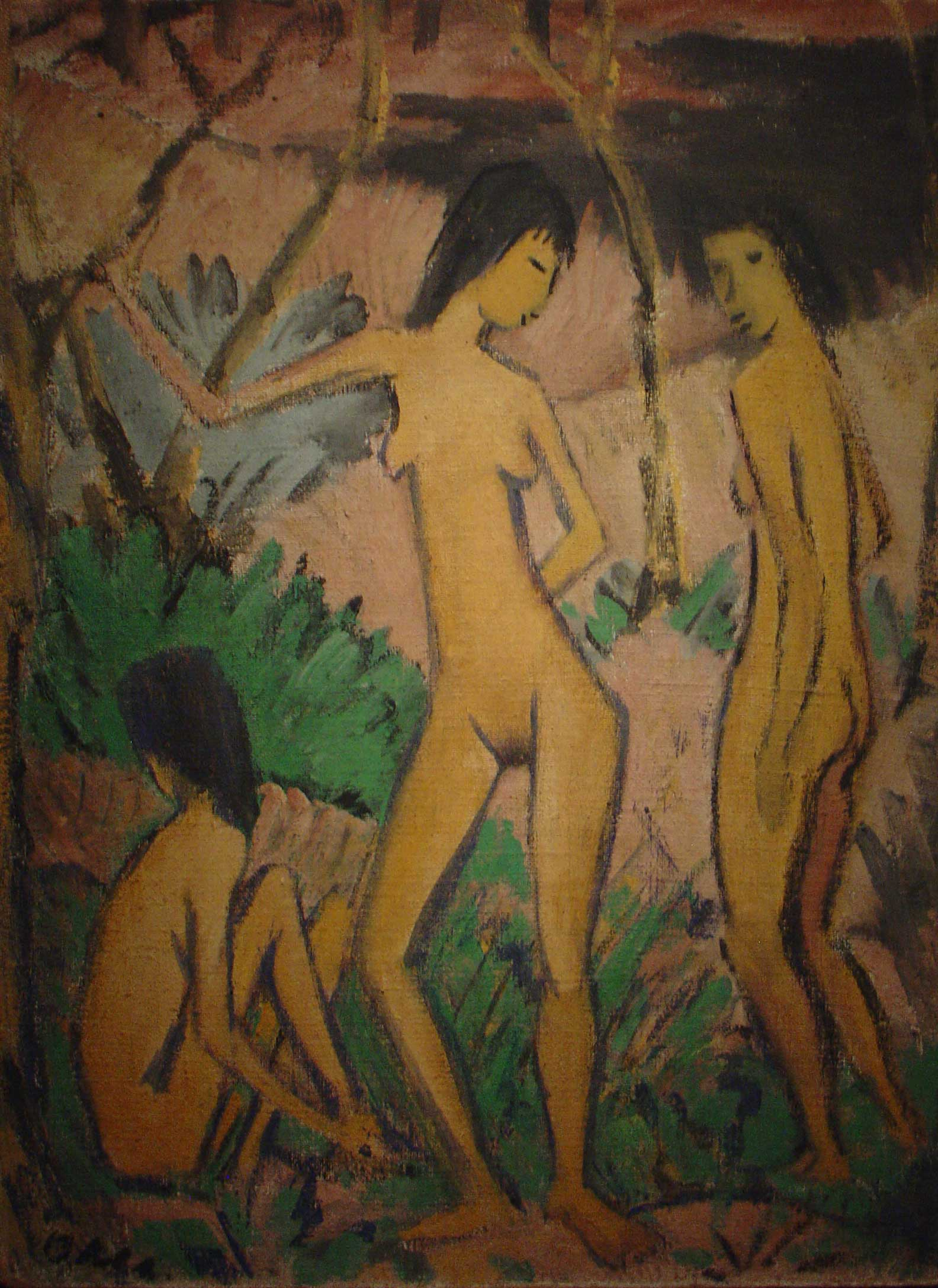
Drie naakten in landschap